# Peter von der Pahlen

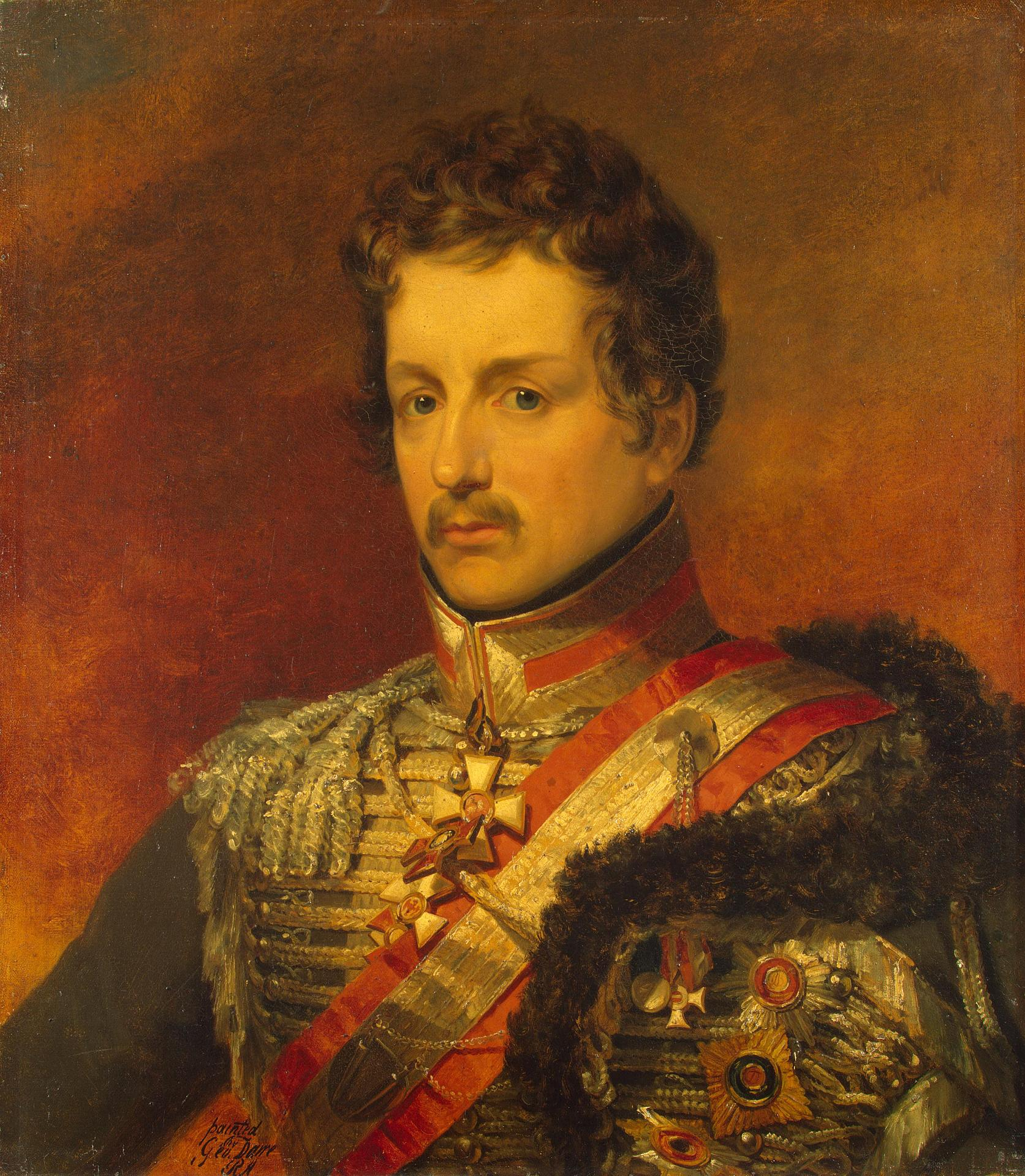
Peter von der Pahlen

Graf Peter Johann Christoph Petrowitsch von der Pahlen (russisch Пётр Петрович Пален; wissenschaftliche Transliteration Pëtr Petrovič Palen,* 24. August 1777 in Sankt Petersburg; † 1. Mai 1864) war ein russischer General.

## Familie und Herkunft
Peter war Angehöriger einer kurländischen Linie der Grafen von der Pahlen. Seine Eltern waren der russische Außenminister und Zarenattentäter Peter von der Pahlen (1745–1826) und Juliane, geborene op dem Hamme genannt Schoeppingk (1750–1814). Der russische General der Kavallerie Paul von der Pahlen (1775–1834) und der russische Diplomat Friedrich von der Pahlen (1780–1863) waren seine Brüder.

## Militärdienst
Als 13-Jähriger wurde Pahlen 1790 in das Garderegiment zu Pferde als Wachtmeister (Leutnant) aufgenommen. 1792 erfolgte bereits seine Beförderung zum Rittmeister, er diente im Orenburger Dragonerregiment, 1793 wurde er zum Oberstleutnant ernannt und als Hauptproviantmeister in der Proviantverwaltung eingesetzt.
In den Jahren 1794 bis 1798 diente Pahlen bei den Moskauer Carabiniers, den Nischgoroder Dragonern und in der Leibgarde des Zaren und danach wieder im Garderegiment. 1796 nahm er am Persienfeldzug teil, dabei an der Belagerung der Festung Derbent.
Im Oktober 1798 schied Pahlen als Oberst aus der russischen Armee aus, wurde aber innerhalb eines Jahres als Adjutant seines Vaters, des Generals der Artillerie Graf von Pahlen, wieder in den Dienst gestellt.

### Teilnahme am Feldzug 1805–1806
1800 wurde Pahlen als Generalmajor Kommandeur der Kargopoler Dragoner und 1801 des Sumyer Husaren-Regiments. In dem sich 1806 nach der Niederlage von Jena und Auerstedt anschließenden Feldzug nahm Pahlen mit seinem Regiment 1806/07 als Führer der Vorhut der Armee unter dem Oberbefehl von Bagration an den Schlachten und Gefechten gegen die Napoléonischen Truppen teil. Dabei zeichnete er sich unter anderem in der Schlacht bei Lapotschin aus und führte bei Mohrungen einen Überraschungsangriff auf das Hauptquartier Bernadottes, wobei er über 1.000 Gefangene und reichlich Beute machte. An den Schlachten bei Eylau und Friedland nahm er ebenfalls teil. Bei den Friedensverhandlungen in Tilsit stand er mit seiner Einheit am östlichen Ufer der Memel.

### Teilnahme am Russlandfeldzug 1812
Von 1807 bis 1812 war Pahlen in Kurland und in Polen stationiert, 1810 wurde er Divisionskommandeur.
Im Feldzug 1812 befehligte Pahlen ein Korps, erreichte in Gewaltmärschen die Armee Barclay de Tollys, marschierte am rechten Dünaufer entlang auf Witebsk, verteidigte am 25. Juli die Stadt bis zum Nachmittag und verbrannte danach hinter sich die Brücke über die Düna, um zu verhindern, dass die Napoléonischen Truppen die Armee Barcley de Tollys von der Armee Bagrations abschnitten. Dafür wurde er zum Generalleutnant befördert.
Im August führte er die Nachhut und versuchte durch Verzögerungstaktik den Feind zum Stehen zu bringen.

### Teilnahme am Befreiungskrieg 1813–15
Nach schwerer Erkrankung kam Pahlen erst im  Frühjahrsfeldzug 1813 wieder zum Einsatz, zeichnete sich im Gefecht bei Königswartha aus und nahm an der Schlacht bei Bautzen teil. Im Gefecht bei Löwenberg wurde er am Kopf verletzt, nach der Genesung in Landeck war er mit seinem Korps am 29./30. August an der Schlacht bei Kulm und am 16. September am Gefecht bei Hellersdorf beteiligt.
Im Oktober vertrieb er das Poniatowskische Korps aus Altenburg, rückte am 13. Oktober auf Cröbern vor und war bei der Eröffnung der Völkerschlacht bei Leipzig am 14. Oktober an der Reiterschlacht bei Wachau und Liebertwolkwitz beteiligt. Gemeinsam mit der Reservereiterei des General von Röder vom Kleistschen Korps gelang es ihm, die Reitermassen Marschall Murats bis Probstheida zurückzuwerfen. Nach Abbruch der Kämpfe um 5 Uhr nachmittags zog er sich auf die Stellung Güldengossa zum Biwak zurück. Am 16. Oktober befehligte Pahlen die gesamte Reiterei des Grafen Wittgenstein und rückte an die rechte Flanke des Prinzen Eugen von Württemberg zwischen Güldengossa und dem Universitätswald vor. Von hier aus unterstützte er die Angriffe Gortschakows und Klenaus gegen Liebertwolkwitz und warf bei Wachau einzelne gegnerische Reiterangriffe zurück. Am Nachmittag stand er in Güldengossa dem großen Reiterangriff Murats gegenüber und bezog am Abend zwischen Störmthal und dem grünen Teich Stellung. Am 18. Oktober führte er gegen 13 Uhr einen großen Reiterangriff auf die von Zuckelhausen und Holzhausen nach Stötteritz zurückeilenden Franzosen und bezog Stellung von der Schäferei Meusdorf bis Zuckelhausen. Bei den Kämpfen wurde Pahlen an der Schulter verwundet.
Nach der Völkerschlacht bei Leipzig nahm Pahlen auch an der Schlacht bei Hanau teil, überquerte am 3. Januar 1814 bei Fort Louis den Rhein, nahm in Frankreich an der Schlacht von Brienne und den Gefechten bei Nogent und Mormant teil, wo seine Regimenter von Napoléon, der ihm direkt gegenüberstand, völlig zersprengt wurden und ihm von 2000 seiner Soldaten nur 800 blieben.
Er war an den Schlachten bei Bar sur Aube, Arcis sur Aube, La Fere Champenoise beteiligt und nahm am 30. März am Sturm auf Paris teil. 1815 übernahm er das Kommando über das 3. und später das 4. Reserve-Kavallerie-Korps.

### Militärlaufbahn nach 1815
Graf Pahlen nahm 1823 Abschied von der Armee, wurde aber 1827 vom Zaren Nikolaus I. wieder in den Dienst gestellt, zum General der Kavallerie befördert und zum Generaladjudanten des Zaren ernannt.
1828 und 1829 nahm Pahlen als Kommandeur des II. Infanteriekorps am Feldzug gegen die Türken und 1831 als Kommandeur des I. Infanteriekorps an der Niederschlagung des polnischen Aufstandes teil.
Von 1845 bis 1862 war Pahlen Generalinspekteur der gesamten Kavallerie. Ab 1853 war Pahlen bis zu seinem Tod 1864 Vorsitzender des Komitees für Verwundete.

## Politische Karriere
1834 wurde Pahlen Mitglied des Reichsrates, des Kriegsrates und von 1835 bis 1841 als Botschafter nach Frankreich entsandt.
Auszeichnungen
Peter Graf von der Pahlen erhielt viele Ehrungen und Auszeichnungen. So war er Ritter des russischen St. Georgs-Ordens II. Klasse und des preußischen Schwarzen Adler Ordens.

## Gedenken
Der Pahlenweg in Leipzig wurde zu Ehren des russischen Kavalleriegenerals benannt.